# Josip Stanišić
Josip Stanišić, né le 2 avril 2000 à Munich, est un footballeur international croate qui évolue au poste d'arrière droit au Bayern Munich.

## Biographie

### Carrière en club
Josip Stanišić fait ses débuts pour le Bayern Munich le 10 avril 2021 lors d'un match nul 1–1 contre l'Union Berlin en Bundesliga, où le jeune joueur est titularisé au poste d'arrière gauche,.

### Carrière en sélection
Stanišić détient à la fois la citoyenneté allemande et croate. Malgré avoir joué précédemment pour l'équipe allemande des moins de 19 ans,, Stanišić a été appelé par Igor Bišćan pour rejoindre l'équipe croate des moins de 21 ans le 23 août 2021 pour les prochains éliminatoires du Championnat d'Europe de football des moins de 21 ans de l'UEFA 2023 contre l'Azerbaïdjan et la Finlande. Cependant, il n'a pas pu faire ses débuts en raison d'une blessure. Peu de temps après, le 20 septembre, Stanišić a été appelé par Zlatko Dalić pour rejoindre l'équipe nationale croate senior pour les prochains éliminatoires de la Coupe du monde de la FIFA 2022 contre Chypre et la Slovaquie. Il a fait ses débuts le 8 octobre lors d'une victoire 3-0 contre l'ancien adversaire, étant titularisé dans la formation de départ.
Le 9 novembre 2022, Stanišić a été sélectionné dans l'effectif de 26 joueurs de Dalić pour la Coupe du monde de football 2022. Il n'a pas eu de temps de jeu jusqu'à la victoire en petite finale pour la troisième place 2-1 contre le Maroc le 17 décembre, lorsque, en remplacement de Josip Juranović, blessé, il est entré dans la formation de départ,,.
Le 20 mai 2024, il figure dans la liste des 26 joueurs croates retenus par Zlatko Dalić pour participer à l'Euro 2024.

## Vie personnelle
Stanišić est né à Munich de parents croates. Son père, Damir, est originaire de Malino, et sa mère, Sandra, est originaire d'Oriovac,,. En juin 2023, Stanišić s'est rendu à Orlovac, où il a visité le club local NK Oriolik et son stade, se souvenant qu'il a "fait ses premiers pas de football sur ce stade d'Oriovac, et je serai toujours une partie d'Oriovac et de ma Slavonie".

## Statistiques
| Saison                | Club                    | Championnat           | Championnat | Championnat | Championnat | Coupe(s) nationale(s) | Coupe(s) nationale(s) | Coupe(s) nationale(s) | Supercoupe | Supercoupe | Supercoupe | Compétition(s) continentale(s) | Compétition(s) continentale(s) | Compétition(s) continentale(s) | Compétition(s) continentale(s) | Coupe du monde des clubs | Coupe du monde des clubs | Coupe du monde des clubs | Croatie | Croatie | Croatie | Total | Total | Total |
| Saison                | Club                    | Division              | M.          | B.          | P.d.        | M.                    | B.                    | P.d.                  | M.         | B.         | P.d.       | Comp.                          | M.                             | B.                             | P.d.                           | M.                       | B.                       | P.d.                     | M.      | B.      | P.d.    | M.    | B.    | P.d.  |
| 2019-2020             | Bayern Munich II        | 3. Liga               | 18          | 0           | 0           | -                     | -                     | -                     | -          | -          | -          | -                              | -                              | -                              | -                              | -                        | -                        | -                        | -       | -       | -       | 18    | 0     | 0     |
| 2020-2021             | Bayern Munich II        | 3. Liga               | 24          | 0           | 1           | -                     | -                     | -                     | -          | -          | -          | -                              | -                              | -                              | -                              | -                        | -                        | -                        | -       | -       | -       | 24    | 0     | 1     |
| Sous-total            | Sous-total              | Sous-total            | 42          | 0           | 1           | -                     | -                     | -                     | -          | -          | -          | -                              | -                              | -                              | -                              | -                        | -                        | -                        | -       | -       | -       | 42    | 0     | 1     |
| 2020-2021             | Bayern Munich           | Bundesliga            | 1           | 0           | 0           | -                     | -                     | -                     | -          | -          | -          | C1                             | -                              | -                              | -                              | -                        | -                        | -                        | -       | -       | -       | 1     | 0     | 0     |
| 2021-2022             | Bayern Munich           | Bundesliga            | 13          | 1           | 0           | 1                     | 0                     | 0                     | 1          | 0          | 0          | C1                             | 2                              | 0                              | 1                              | -                        | -                        | -                        | 5       | 0       | 0       | 22    | 1     | 1     |
| 2022-2023             | Bayern Munich           | Bundesliga            | 14          | 0           | 0           | 1                     | 0                     | 0                     | -          | -          | -          | C1                             | 8                              | 0                              | 0                              | -                        | -                        | -                        | 6       | 0       | 0       | 29    | 0     | 0     |
| 2024-2025             | Bayern Munich           | Bundesliga            | 14          | 0           | 1           | 1                     | 0                     | 0                     | -          | -          | -          | C1                             | 6                              | 0                              | 0                              | 4                        | 0                        | 0                        | 4       | 0       | 0       | 29    | 0     | 1     |
| 2025-2026             | Bayern Munich           | Bundesliga            | 0           | 0           | 0           | 0                     | 0                     | 0                     | 1          | 0          | 0          | C1                             | 0                              | 0                              | 0                              | -                        | -                        | -                        | 0       | 0       | 0       | 1     | 0     | 0     |
| Sous-total            | Sous-total              | Sous-total            | 42          | 1           | 1           | 3                     | 0                     | 0                     | 2          | 0          | 0          | -                              | 16                             | 0                              | 1                              | 4                        | 0                        | 0                        | 14      | 0       | 0       | 81    | 1     | 2     |
| 2023-2024             | Bayer Leverkusen (prêt) | Bundesliga            | 20          | 3           | 1           | 5                     | 0                     | 1                     | -          | -          | -          | C3                             | 13                             | 1                              | 3                              | -                        | -                        | -                        | 9       | 0       | 0       | 47    | 4     | 5     |
| Total sur la carrière | Total sur la carrière   | Total sur la carrière | 104         | 4           | 3           | 8                     | 0                     | 1                     | 2          | 0          | 0          | -                              | 29                             | 1                              | 4                              | 4                        | 0                        | 0                        | 24      | 0       | 0       | 171   | 5     | 8     |

## Palmarès

### En club
| Bayern Munich (8) : | Bayer Leverkusen (2)                                                 |
| --- | -------------------------------------------------------------------- |
| - Bundesliga (4) - Champion : 2021, 2022, 2023 et 2025 - Supercoupe d'Allemagne (3) - Vainqueur : 2021, 2022 et 2025 - 3.Liga (1) (Avec Bayern II) - Champion : 2020 | - Bundesliga (1) - Champion : 2024 - DFB Pökal (1) - Champion : 2024 |

### En sélection
Avec la sélection croate, il est finaliste de la Ligue des nations en 2023.